# Jana Kramer
Jana Rae Kramer (* 2. Dezember 1983 in Detroit, Michigan) ist eine US-amerikanische Schauspielerin und Country-Sängerin.

## Leben und Karriere
Jana Kramer verkörperte viele Nebenrollen in US-Serien und -Filmen. 2009 stieg sie als wiederkehrender Charakter Alex Dupré in die Drama-Serie One Tree Hill ein. Von der 14. Folge der siebten Staffel bis zur zweiten Folge der neunten Staffel gehörte sie zu den Hauptdarstellern der Serie.
Neben ihrer Schauspielerkarriere betätigt sich Kramer auch als Sängerin und Songschreiberin. Am 8. Februar 2011 veröffentlichte sie in den USA ihre erste Single I Won’t Give Up. Im November 2024 nahm sie als Royal Knight an der zwölften Staffel der US-amerikanischen Version von The Masked Singer teil, in der sie den sechsten Platz erreichte.
Am 4. Juli 2010 heiratete Kramer ihren Schauspielkollegen Johnathon Schaech, den sie 2008 am Set zum Film Prom Night kennengelernt hatte. Das Paar trennte sich allerdings nach nur einem Monat Ehe und Kramer reichte die Scheidung ein.
Neben Englisch spricht sie auch Deutsch.

## Filmografie (Auswahl)
- 2002: Dead/Undead
- 2003: All My Children (Fernsehserie)
- 2003: The Passage
- 2003: Blood Games
- 2005: Blue Demon
- 2005: Return of the Living Dead IV: Necropolis
- 2006: Klick
- 2006: CSI: Den Tätern auf der Spur (Fernsehserie)
- 2006: CSI: NY (Fernsehserie)
- 2007: Boxboarders!
- 2007–2008: Friday Night Lights (Fernsehserie)
- 2008: Prom Night
- 2008: Approaching Midnight
- 2008: Can You Duet
- 2008: Bar Starz
- 2008: Grey’s Anatomy (Fernsehserie)
- 2008: The Poker Club
- 2008–2009: 90210 (Fernsehserie)
- 2009: Private Practice (Fernsehserie)
- 2009: Laid to Rest
- 2009: Spring Breakdown
- 2009: Entourage (Fernsehserie)
- 2009–2012: One Tree Hill (Fernsehserie)
- 2013: Wo Du zu Hause bist (Heart of the Country)
- 2013: Approaching Midnight
- 2016: Country Crush
- 2017: Love at First Bark (Fernsehfilm)
- 2017: Christmas in Mississippi (Fernsehfilm)
- 2018: Support the Girls
- 2019: Christmas in Louisiana (Fernsehfilm)
- 2020: A Welcome Home Christmas (Fernsehfilm)
- 2021: Soccer Mom Madam (Fernsehfilm)
- 2021: The Holiday Fix Up (Fernsehfilm)
- 2022: Steppin’ Into the Holiday (Fernsehfilm)
- 2023: Chicago Fire (Fernsehserie)
- 2023: A Cowboy Christmas Romance (Fernsehfilm)
- 2024: Gaslit by My Husband – The Morgan Metzer Story (Fernsehfilm)
- 2024: The Masked Singer (Fernsehsendung, Teilnehmerin Staffel 12, 6. Platz)
- 2024: 72 Hours